# 2000년 한화 이글스 시즌
2000년 한화 이글스 시즌은 한화 이글스가 KBO 리그에 참가한 7번째 시즌으로, 빙그레 이글스 시절까지 합하면 15번째 시즌이다. 이희수 감독이 팀을 이끈 마지막 시즌이며, 강석천이 주장을 맡았다. 팀은 에이스 정민철의 일본 진출, 이상목의 부상으로  투수진이 붕괴되어  4팀 중 매직리그 3위, 8팀 종 통합승률 7위에 그쳐 포스트시즌 진출에 실패했다.

## 타이틀
- 시드니 올림픽 동메달: 구대성, 송진우
- 노히트노런: 송진우 (10호)
- KBO 골든글러브: 송지만 (외야수)
- 매직글러브: 송진우 (투수)
- 미스터올스타: 송지만
- 올스타 선발: 강석천 (3루수), 송지만 (외야수)
- 올스타전 추천선수: 이영우, 송진우, 구대성
- 컴투스프로야구2022 타이틀홀더 라인업: 이영우 (좌익수), 송지만 (우익수)
- 컴투스프로야구 내일은 국가대표 라인업: 구대성 (선발투수)
- 컴투스프로야구 2000 특수 카드 해금 라인업: 송지만 (지명타자)
- 2루타: 이영우 (36)
- 3루타: 이영우 (5)
- 루타: 송지만 (291)
- 장타율: 송지만 (0.622)
- 완봉: 조규수, 송진우 (1)
- 평균자책점: 구대성 (2.77)
- 승률: 송진우 (0.867)
- 선발 GSC: 송진우 (5월 18일 해태전, 90), 조규수 (10월 12일 삼성전, 90)

### 퓨처스리그
- 남부리그 홈런: 이상현, 조효상 (11)

## 선수단
- 1군에 한 경기라도 출전한 경력이 있는 선수만 기록.
- 선발투수 : 송진우, 조규수, 이상군, 신재웅
- 구원투수 : 한용덕, 이상열, 김경원, 송유석, 김장백, 전하진, 박정진, 김재현, 윤근주, 홍우태, 김병준, 장재혁, 김해님
- 마무리투수 : 구대성, 이상목, 허진석
- 포수 : 강인권, 심광호, 조경택, 신경현
- 1루수 : 장종훈, 김종석
- 2루수 : 백재호, 김승권, 신국환
- 유격수 : 황우구, 허준
- 3루수 : 강석천, 이범호
- 좌익수 : 이영우, 김수연
- 중견수 : 데이비스, 임주택
- 우익수 : 송지만
- 지명타자 : 로마이어, 심재윤, 오규택, 이상현, 조효상

## 여담
- 한용덕은 4월 15일 현대 유니콘스와의 경기에서 구단 사상 첫 홀드를 기록했다.
- 팀은 총 9홀드에 그쳐 집계 이래 단일 시즌 팀 최소 홀드를 기록했다.
- 장종훈은 이 시즌에 KBO 리그 사상 최초로 KBO 리그 통산 300홈런, 1000삼진을 달성했다.
- 송진우는 1월 22일에 창설된 선수협의 초대 회장으로 부임했다.
- 로마이어는 수비 WAR -2.12로 KBO 리그 역대 외국인 타자 단일 시즌 최저 기록을 세웠다.
- 이 시즌 팀은 수비 WAR -9.76으로 역대 단일 시즌 최저 수비 WAR을 기록했다.
- 이 시즌에 한화 이글스 2군은 북부리그에서 남부리그로 소속을 옮겼다. 이는 KBO 퓨처스리그 사상 처음 있는 일이었다.